# Franz Hladnik
Franz von Paula Hladnik (Idrija, 29 de marzo de 1773 - Liubliana, 25 de noviembre de 1844) fue un sacerdote católico, naturalista, botánico, pedagogo y taxónomo austríaco.

## Biografía
Era natural de Idrija, Carniola (Austria, hoy Eslovenia), hijo de un minero oficial. Estudió filosofía y teología para ser sacerdote en 1796. Su débil salud le impidió llevar a cabo tareas de la parroquia, y en 1796 se convirtió en un escriba en la biblioteca del Liceo de Liubliana, pero pronto se dio esto, y durante cuarenta años se dedicó a la enseñanza en distintas escuelas de Liubliana. En 1803 ya era director de la Escuela Normal y en 1807 prefecto de la escuela media, un trabajo que ocupó hasta que le falló la vista. En sus últimos años estuvo ciego. Fue honrado por su trabajo allí por el emperador Francisco. Durante la anexión francesa de las Provincias Ilirias, Hladnik fue nombrado profesor de botánica e historia natural en la Escuela Central de Liubliana, y se presentó con tierras para el cultivo de la flora de Carniola. Pronto contuvo 600 tipos de plantas locales.
Si bien ocupado con su Jardín Botánico de Liubliana, y también pronunciando conferencias sobre botánica y pasaba sus vacaciones durante treinta años investigando las tierras reales de Carniola. Murió en Liubliana, legando su colección botánica al Museo Público Rudolfinum, fundado en Liubliana en 1831. El Museo contiene su retrato, pintado por Amalija Hermann von Hermannsthal. Entre los alumnos de Hladnik figuró Alexander Skofitz, el fundador de la Österreichische Botanische Zeitschrift (Diario Botánico de Austria). Hladnik descubrió varios nuevos tipos de plantas y ciertos géneros se nombraron después de él. No publicó trabajos científicos; sus manuscritos ahora en posesión de la Carniola Sociedad Histórica están escritos en latín, alemán, francés y esloveno.
Se halla sepultado en el Cementerio de Saint Christopher en Liubliana.

## Eponimia
Género
- (Apiaceae) Hladnikia Rchb.[2]
- (Apiaceae) Hladnikia W.D.J.Koch[3]

Especies
- (Apiaceae) Chaerophyllum hladnikianum Rchb. ex Heynh.[4]
- (Dipsacaceae) Asterocephalus hladnikianus Schur[5]
- (Grossulariaceae) Ribes hladnikii Rchb. ex Nyman[6]
- (Solanaceae) Scopolina hladnikiana Freyer ex W.D.J.Koch[7]
- (Violaceae) Viola hladnikii Rchb. ex Nyman[8]

## Calles
- Hladnikova cesta en Liubliana.